# Theta Ursae Majoris
Theta Ursae Majoris – gwiazda potrójna w gwiazdozbiorze Wielkiej Niedźwiedzicy, położona w odległości 44 lat świetlnych.

Położenie w gwiazdozbiorze

Jasna Theta Ursae Majoris A to układ spektroskopowo podwójny, którego głównym składnikiem jest gwiazda typu widmowego F z pogranicza podolbrzymów i karłów o promieniu ok. 2,4 raza większym od promienia Słońca i masie 1,37 masy Słońca. Temperatura jej powierzchni to ok. 6238 K. Gwiazda ta świeci ok. 8 razy mocniej od Słońca. O drugim składniku nie wiadomo nic, poza tym, że jego okres obiegu wynosi 371 dni.
Theta Ursae Majoris B to czerwony karzeł typu widmowego M6 o jasności 13,8m i masie równej tylko 15% masy Słońca, znajdujący się w odległości 4,1 sekundy łuku od centralnej pary, co odpowiada ok. 94 jednostkom astronomicznym. Okres obiegu wokół środka masy całego układu wynosi ok. 700 lat.